# کپسول ورود مجدد

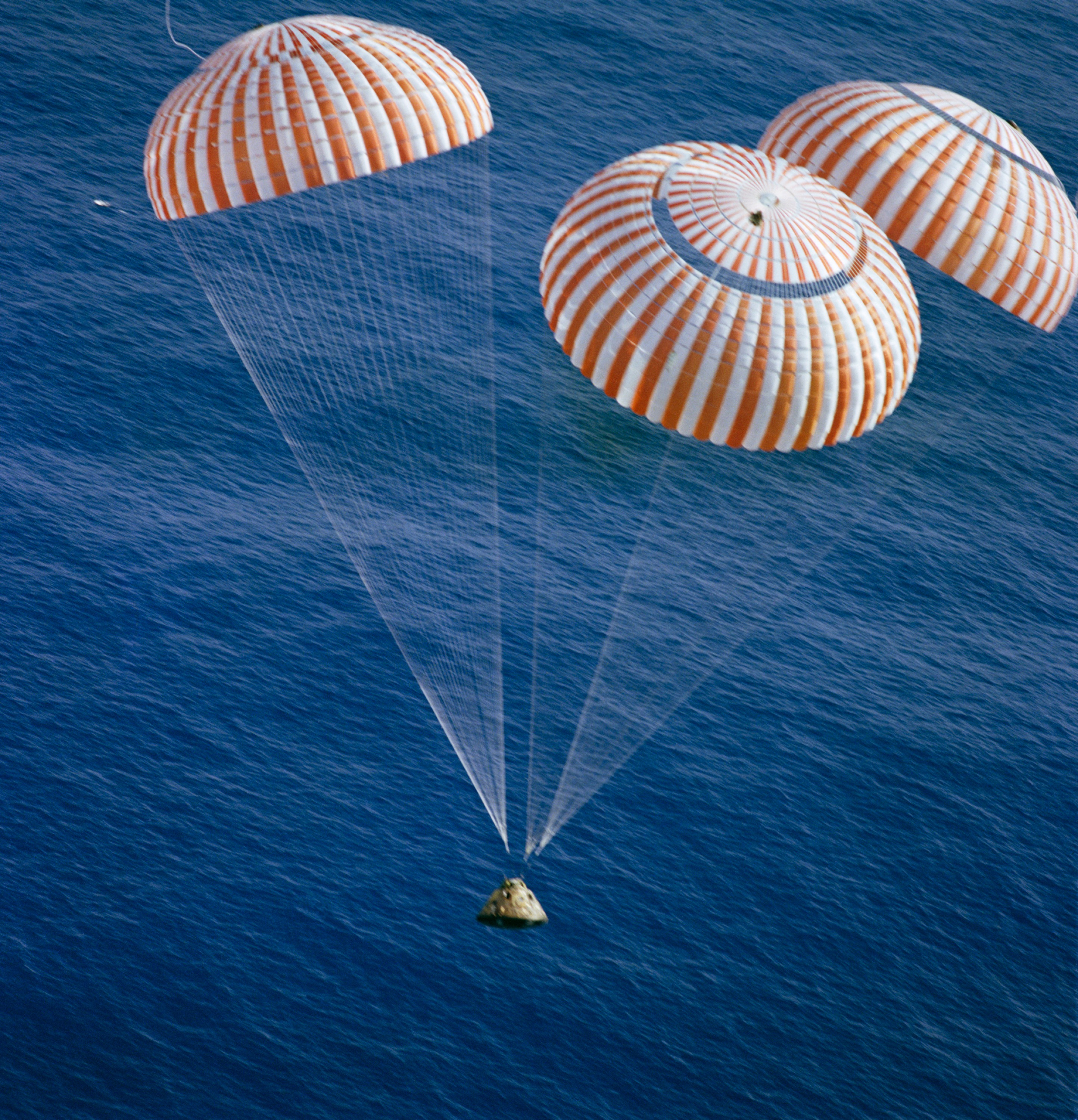
مرحلهٔ فرود در آب ماژول فرماندهی آپولو ۱۷ در اقیانوس آرام

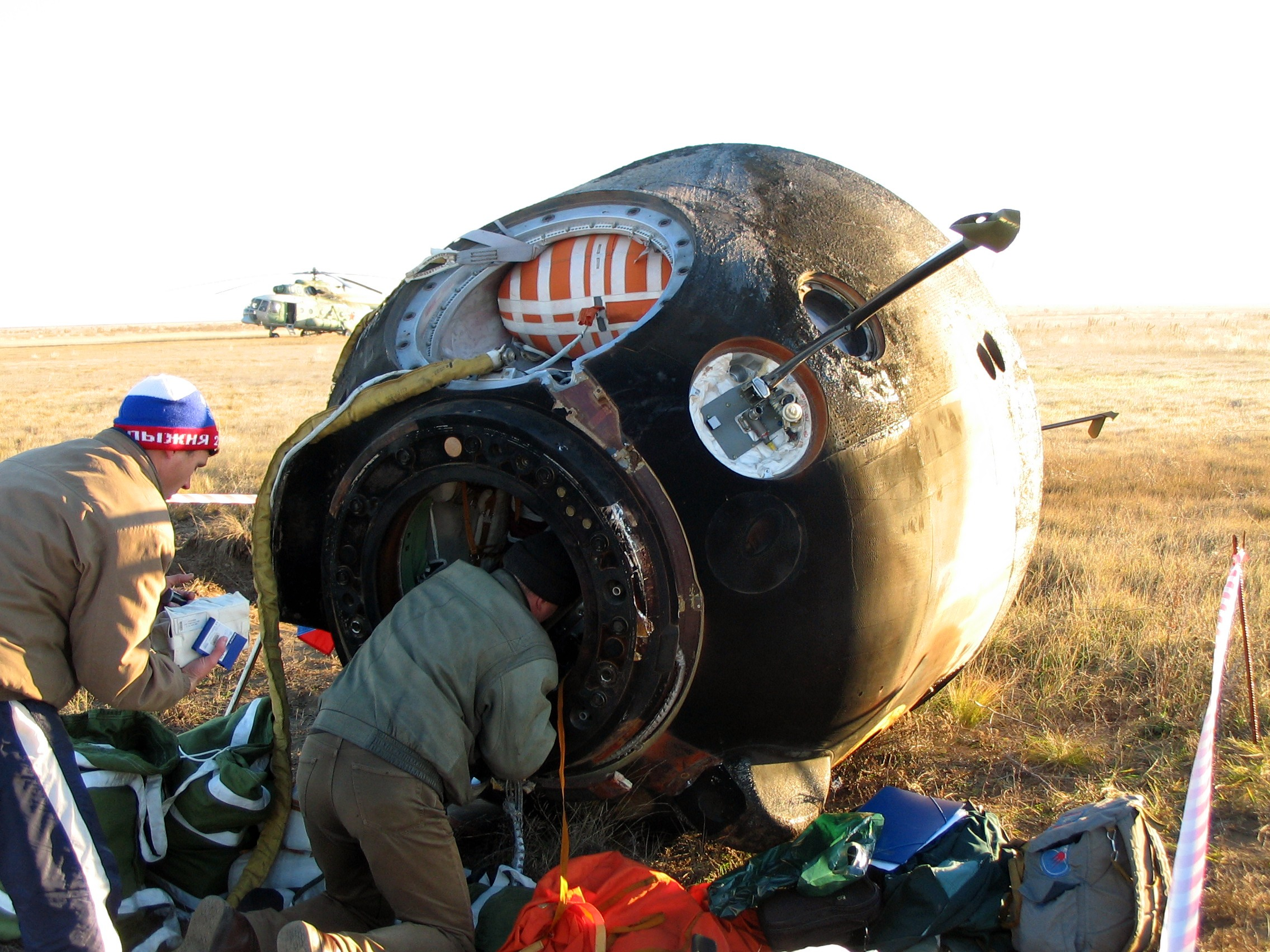
کپسول ورود مجدد سایوز پس از فرود در سال ۲۰۰۵

کپسول ورود مجدد یا کپسول بازگشت (انگلیسی: Reentry capsule) بخشی از یک کپسول فضایی است که پس از یک پرواز فضایی به زمین بازمی‌گردد. شکل این کپسول تا حدی توسط آیرودینامیک تعیین می‌شود. یک کپسول ابتدا از نظر آیرودینامیکی ثابت است که در حال سقوط است، که اجازه می‌دهد فقط انتهای بلانت برای ورود به اتمسفر به محافظ حرارتی نیاز داشته باشد. یک کپسول خدمه شامل صفحه ابزار فضاپیما، فضای ذخیره‌سازی محدود و صندلی برای اعضای خدمه است. از آنجایی که یک کپسول قابلیت بالابر آیرودینامیکی کمی دارد، فرود نهایی از طریق چتر نجات است، در خشکی، دریا یا با گرفتن فعال آن توسط هواپیما. در مقابل، توسعه وسایل نقلیه برای ورود مجدد هواپیماهای فضایی تلاش می‌کند تا مشخصات ورود مجدد انعطاف پذیرتری را ارائه دهد.

## ساختار
اثر هنری ماژول فرماندهی آپولو که با انتهای صاف سپر حرارتی در زاویه حمله غیر صفر به منظور ایجاد ورودی بالابر و کنترل محل فرود پرواز می‌کند.
کپسول‌های ورود مجدد معمولاً به دلیل الزامات آیرودینامیکی وسیله نقلیه پرتاب، کمتر از ۵ متر (۱۶ فوت) قطر دارند. طراحی کپسول هم از نظر حجمی کارآمد و هم از نظر ساختاری قوی است، بنابراین معمولاً می‌توان کپسول‌های کوچکی با عملکرد قابل مقایسه با طرح‌های بدنه بلند کردن یا هواپیمای فضایی در همه به جز نسبت بالابر به درگ با هزینه کمتر ساخت. فضاپیمای سایوز یک نمونه آن است. بیشتر کپسول‌ها از محافظ حرارتی فرسایشی برای ورود مجدد استفاده کرده‌اند و قابل استفاده مجدد نیستند. به نظر می‌رسد خودروی خدمه چند منظوره اوریون، از دسامبر ۲۰۰۵، از یک کپسول ده بار قابل استفاده مجدد با محافظ حرارتی قابل تعویض استفاده کند. هیچ محدودیتی برای استفاده از کاشی‌های سرامیکی با دمای بالا یا ورق‌های سرامیکی با دمای فوق‌العاده در کپسول‌های ورودی مجدد وجود ندارد، به جز عدم تجربهٔ مهندسی.
موادی برای کپسول به روش‌های مختلفی طراحی شده‌اند، مانند ساختار لانه زنبوری آلومینیومی ماژول فرمان برنامه آپولو. آن آلومینیوم بسیار سبک است و ساختار آن استحکام بیشتری به کپسول می‌دهد. فضاپیمای اولیه دارای پوششی از شیشه بود که با رزین مصنوعی تعبیه شده بود و در دمای بسیار بالا قرار می‌گرفت. فیبر کربن، پلاستیک‌های تقویت شده و سرامیک مواد جدیدی هستند که به‌طور مداوم برای استفاده در اکتشافات فضایی بهتر ساخته می‌شوند.